# Paradise (игра)
Paradise — компьютерная игра в жанре квеста, созданная по сюжету Бенуа Сокаля компанией White Birds Productions в 2006 году.

## Сюжет
Действие игры разворачивается в знойной Африке, где игроку придется столкнуться с множеством сложных загадок и опасностей, играя за молодую женщину, дочь короля Радона, диктатора несуществующей Африканской страны Морания. Энн Смит была в Европе, когда узнала, что её отец тяжело болен. Самолёт, на котором полетела главная героиня, потерпел крушение посреди Африканского континента. С этого момента и начинается действие игры.

## Отзывы
| Сводный рейтинг | Сводный рейтинг |
| Агрегатор       | Оценка          |
| --------------- | --------------- |
| GameRankings    | 58,00 %         |